# شبکه الرساله
شبکه الرساله (عربی: قناة الرسالة) یک شبکه تلویزیونی است که پخش‌کننده برنامه‌هایی در ارتباط با اسلام به زبان عربی است. این شبکه در سال ۲۰۰۶ توسط ولید بن طلال با هدف تبلیغ اسلام تأسیس شد.